# Komatál
A komatál küldése a komálás ősi népszokásának része volt, illetve kifejezhette a gyermekágyas anyák iránti figyelmességet. Székelyföldön ismert neve pocita.

## Komálás
A keresztszülőség megünneplése, a komálás egyik lehetséges része volt, hogy – általában húsvét utáni vasárnapon, fehérvasárnapon – ünnepélyesen bejelentették a következő megszületendő gyermek keresztszülőinek a nevét. Ha a koma (komaasszony) nem tudott jelen lenni, a komaság szándékát és tiszteletét azzal fejezhette ki, hogy komatálat küldött. Ez lehetett jelképes (piros tojás, alma, füge, pattogatott kukorica), vagy valódi bőségtál is.

## Anyák iránti figyelmesség
Ez a szokás még az 1980-as években is elmaradhatatlan jele volt a közösségi összetartásnak, az egymásra figyelésnek. Nem tévesztendő össze a kolozsmával, a keresztanya ajándékával. A szoptató anyáról való gondoskodással azt biztosították, hogy az anya minél hamarabb megerősödjék a szülés után, és bőséggel tudjon szoptatni. A komatál a lehetőségekhez mérten gazdag, tartalmas ebéd és bor volt, vidékenként változóan kettő-kilenc napig a szülés után. Egyes helyeken az asszonyavatásig vittek komatálat.
A komatál fogásainak száma mindig páratlan volt. Az első és az utolsó komatálat általában a főkomaaszony küldte, a többi komaasszony pedig naponta váltotta egymást. 
Nem csak a komaasszonyok küldtek komatálat, hanem a keresztelőlakomán részt vevő vendégek is megrakták a „komacsészéket”. A komatálat az illendőség szerint az kóstolta meg először, aki vitte, és őelőtte ette meg az anya és a családja. A tál vivője a szokás szerint erőt, egészséget, bő tejet kívánt az anyának, kikérdezte, hogy ment a szülés, és ellátta jótanácsokkal.